# Tensta (Stockholms tunnelbana)
Tensta ist eine unterirdische Station der Stockholmer U-Bahn. Sie befindet sich im gleichnamigen Stadtteil Tensta. Die Station wird von der Blå linjen des Stockholmer U-Bahn-Systems bedient. Sie gehört zu den eher mäßig frequentierten Stationen des U-Bahn-Netzes. An einem normalen Werktag steigen 6.400 Pendler hier zu.
Die Station wurde am 31. August 1975 als 86. Station der Tunnelbana in Betrieb genommen, als der Abschnitt der Blå linjen zwischen T-Centralen–Hjulsta eröffnet wurde. Die Gestaltung der Station erfolgte durch die schwedische Künstlerin Helga Henschen. Die Bahnsteige befinden sich ca. 20–22 Meter unter der Erde. Die Station liegt zwischen den Stationen Rinkeby und Hjulsta. Bis zum Stockholmer Hauptbahnhof sind es etwa 12,5 km.